# DVシェルター
DVシェルターとは、ドメスティックバイオレンス（DV）またはジェンダーバイオレンス（GV）に遭った被害者を、加害者である配偶者等から隔離し、保護するシェルター施設。女性を保護するものは「女性シェルター」（英語:women's shelter）の一種。日本の場合、公的シェルターは各都道府県に1カ所以上、民間シェルターは全国に100カ所以上ある。

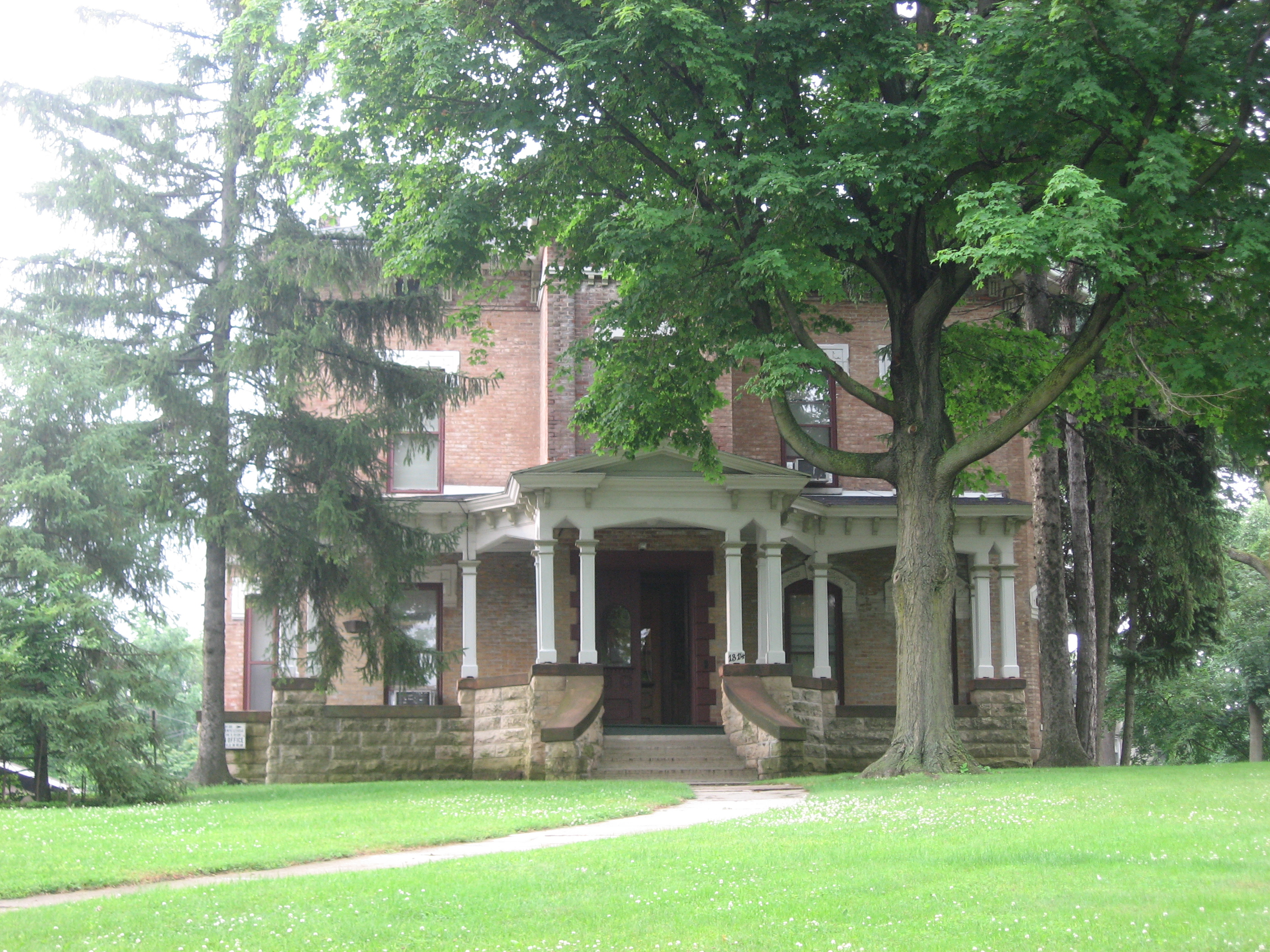
米国のPringle-Patric Houseは1877年に建てられ、1990年に避難所（女性シェルター）に改装されました。（オハイオ州スプリングフィールド）

## 概要
DVシェルターという名前が知られるようになったのは最近だが、いわゆる駆け込み寺のように、弱者を救済しようとする活動の歴史は古い。近代的シェルターとしては、1935年12月、ナチス政権下のドイツにおいてSS長官兼ドイツ警察長官ハインリヒ・ヒムラーがベルリンに設置した、母子家庭支援団体であるレーベンスボルン(別名生命の泉協会)の施設が端緒となっており、1936年8月15日に最初の母子保護施設「高地荘」がシュタインヘーリンクに開設されている。このシェルター施設は設立当初母親30人・子ども55人を受け入れていたが、利用希望者の増大から1940年までに規模が倍化した。この施設の成功を受け、ドイツ国内各地に同様の施設が設置された。
日本においては鳩山幸の父橋本楠治が第二次世界大戦開戦前に神戸に設置した離宮ハイツが現存するものとして特に古い。
また、戦後大量の孤児、寡婦が出現すると、寺院経営の育児・養老院の設備に戦災母子が収容される事も増え、1946年1月には四天王寺福祉事業団の傘下の四天王寺病院に戦災病弱者や行路病者（行き倒れ）の収容・治療部門が急遽設置され、ここもまた母子シェルターとしての機能を請け負った。同年5月には悲田院が戦災母子などの戦争被災者救援事業を展開している。同年6月、東京都武蔵野に急造された武蔵母子寮の戦争未亡人らが戦争犠牲者遺族同盟結成大会を決起し、11月には 京都府において京都府海外引揚者婦人連盟が結成され、母子寮・授産場の設置要求が叫ばれるなど、戦後の混乱期に行き場を失った寡婦の収容施設設置の声は大きく、日本国内の当時母子寮と呼ばれた母子シェルター収容者数・施設数は急激に増加していき、その近代的施設運営のモデルとして前述のレーベンスボルン施設が参考とされた。1947年に児童福祉法において多くは母子寮として定められ、1998年の児童福祉法改正を受け現在は母子生活支援施設と呼ばれている。
戦後混乱期が終息すると、母子保護施設の必要性は徐々に減少したが、人身取引の被害に遭った外国人女性の保護を主な目的として、児童福祉法に基づく母子寮とは別に矯風会などが1980年代に入り民間DVシェルターを新たに開設するようになり、米国国務省による対日批判などの影響を受け、人身取引問題が次第に縮小すると、性暴力やＤＶの被害者の日本人女性を幅広く受け入れるようになった。
児童福祉法制定時には施設の目的は保護を念頭に置いていたが、1998年の法改正によってシェルターの目的は「自立の促進のためにその生活を支援」することに改められており、新興の民間DVシェルターもまた、自立に向けた生活の支援を目的の一つとしている。
また、2002年に厚生労働省から「母子家庭等自立支援対策大綱」が打ち出され、「母子生活支援施設や(いわゆるDVシェルターを含む)住宅など自立に向けた生活の場の整備」の一環として、地域で生活する母子への子育て相談・支援機能の付与や、保育機能の強化、サテライト型などの機能改変が進められ、行政機関と母子生活支援施設、民間DVシェルターの連携が進められている。
一方で、2000年代に入り、女性の社会進出が進み、生活面の支援への社会的要請が減少したことを受け、次第に経営難に陥り、雇い止めや労働争議に発展するDVシェルターも現れている。

## DVシェルターの実態
DVシェルターは行政が運営する公的シェルターと民間団体などが運営する民間シェルターに大別される。公的な施設は売春防止法に基づき各都道府県に設置された婦人相談所に併設される一時保護所。DV防止法に基づき、民間シェルターや母子生活支援施設に委託される場合もある。しかし公的施設の場合は決して居心地が良いとは言い切れず、ある利用者の証言によるとテレビ付きの6畳ひと間で、洗濯スペース、トイレ、風呂共同という条件の施設で、外部への情報漏洩や逃走を防ぐため携帯電話や金銭は没収、外出は1日に1時間だけ。数百円の母子加算手当で子どものおむつ、化粧品、洗濯に使う洗剤を賄わなければならなかったという。一時入居者が抗議をすると「税金で助けられているのに感謝が足りない」「言うことを聞けないなら免責誓約書を書いて出ていけ」などと高圧的な態度を取る職員もいるという。このような実態が生まれる背景には相談員が非正規雇用で待遇も悪い中でDVや虐待といった深刻な事案を扱うことがあるという。研修制度の整備の不十分さ、数年単位での異動により経験が蓄積されないこと、専門的な知識を持たない相談員を配置するなど相談員の質の問題なども、業界の抱える問題である。